# کیم دو هان
کیم دو هان (کره‌ای: 김두한؛ ۱۵ مه ۱۹۱۸ – ۲۱ نوامبر ۱۹۷۲) فعال ضد کمونیست، سیاستمدار اهل کره جنوبی و پسر کیم جوا جین بود. لقب هنری او یی‌سونگ بود.